# Guillermo Rigondeaux
Guillermo Rigondeaux Ortiz (Santiago de Cuba, 30 september 1980) is een Cubaans bokser. Hij vecht in de superbantamgewichtklasse. Hij is tweevoudig Olympisch Kampioen in het bantamgewicht op de Olympische Spelen van 2000 in Sydney en de Olympische Spelen van 2004 in Athene. Hij is de huidige houder van de WBA-superbantamgewichttitel.

## Amateurcarrière
Rigondeaux had een succesvolle amateurcarrière. Hij won goud op de Olympische Spelen van 2000 en 2004. Daarnaast won hij het wereldkampioenschap in 2001 en 2005 en behaalde hij gouden medailles op de Pan-Amerikaanse Spelen, de Wereld Cup en andere amateurtoernooien. 

## De vlucht naar Amerika
In 2007 kwam Rigondeaux samen met zijn beste vriend Erislandy Lara niet opdagen bij zijn wedstrijd voor de Pan-Amerikaanse Spelen in Brazilië. Drie dagen later werden ze opgepakt door de politie in Brazilië en werden ze teruggestuurd naar Cuba. Rigondeaux zou een profcontract hebben getekend, maar ontkende dit. Fidel Castro verklaarde dat Rigondeaux en Lara nooit meer mochten uitkomen voor het Cubaanse team. In februari 2009 vluchtte Rigondeaux het land uit en maakte op een boot de overtocht naar Miami. Hij liet zijn vrouw en kind achter op Cuba.

## Profcarrière
Op 22 mei 2009 maakte Rigondeaux zijn profdebuut. Hij versloeg de Amerikaan Juan Noriega in de derde ronde op technische knock-out. Hij steeg snel in de rankings en in zijn zevende profgevecht kreeg hij de kans om een wereldtitel te pakken. Deze mogelijkheid benutte hij en hij versloeg Ricardo Cordoba uit Panama op punten en won de WBA-superbantamgewichttitel. Hij verdedigde deze titel zesmaal met succes en won na een gevecht op 13 april 2012 tegen de Filipijnse Nonito Donaire de WBO-superbantamgewichttitel.